# Ньют Скамандер
Ньют Скамандер (англ. Newton Artemis Fido Scamander) — вигаданий персонаж у всесвіті «Гаррі Поттера», створений Джоан Ролінґ. Британський магізоолог, автор книги Фантастичні звірі і де їх шукати, яка є обов'язковим підручником у Гоґвортсі. Головний герой серії фільмів Фантастичні звірі, дія яких відбувається за кілька десятиліть до історії Гаррі Поттера.

## Біографія (у всесвіті)

### Ранні роки
Ньютон Скамандер народився у 1897 році в родині чарівників. У дитинстві проявляв інтерес до магічних істот, багато в чому завдяки своїй матері, яка розводила гіпогрифів. У 11 років вступив до Гоґвортсу, де потрапив на факультет Гафелпаф. У школі його талант до роботи з магічними істотами помітив професор Сильванус Кеттлберн.

### Кар'єра
Після закінчення школи Ньют почав працювати у Міністерстві магії, у Відділі регулювання та контролю за магічними істотами. Його подорожі світом і дослідження магічних істот призвели до написання книги «Фантастичні звірі і де їх шукати», яка згодом стала підручником у Гоґвортсі.

### Події з Ґріндельвальдом
У 1926 році Ньют потрапив до Нью-Йорка, де став учасником подій, пов'язаних із темним чаклуном Гелертом Ґріндельвальдом. Разом із Тіною Ґолдштейн, Якобом Ковальські та іншими соратниками, Ньют допомагав у боротьбі з темними силами.

### Пізніше життя
Ньют одружився з Тіною Ґолдштейн, з якою оселився у Великій Британії. У них народився син, а онук, Рольф Скамандер, згодом одружився з Луною Лавґуд.

## Створення персонажа
Ньют Скамандер був створений Джоан Ролінґ для розширення світу Гаррі Поттера. Його книга «Фантастичні звірі і де їх шукати» спочатку з'являється як підручник у серії про Гаррі Поттера, а в 2001 році була опублікована як окрема благодійна книга.

## У масовій культурі
- Ньют є головним героєм серії фільмів Фантастичні звірі, де його роль виконує Едді Редмейн.
- Його книга використовується як підручник у серії про Гаррі Поттера.

## Цікаві факти
- Ім'я Ньюта Скамандера можна побачити на Карті мародерів у фільмі Гаррі Поттер і в'язень Азкабану.
- Скамандер отримав Орден Мерліна другого ступеня за внесок у магічну зоологію.